# Jakobuskirche (Jagsthausen)

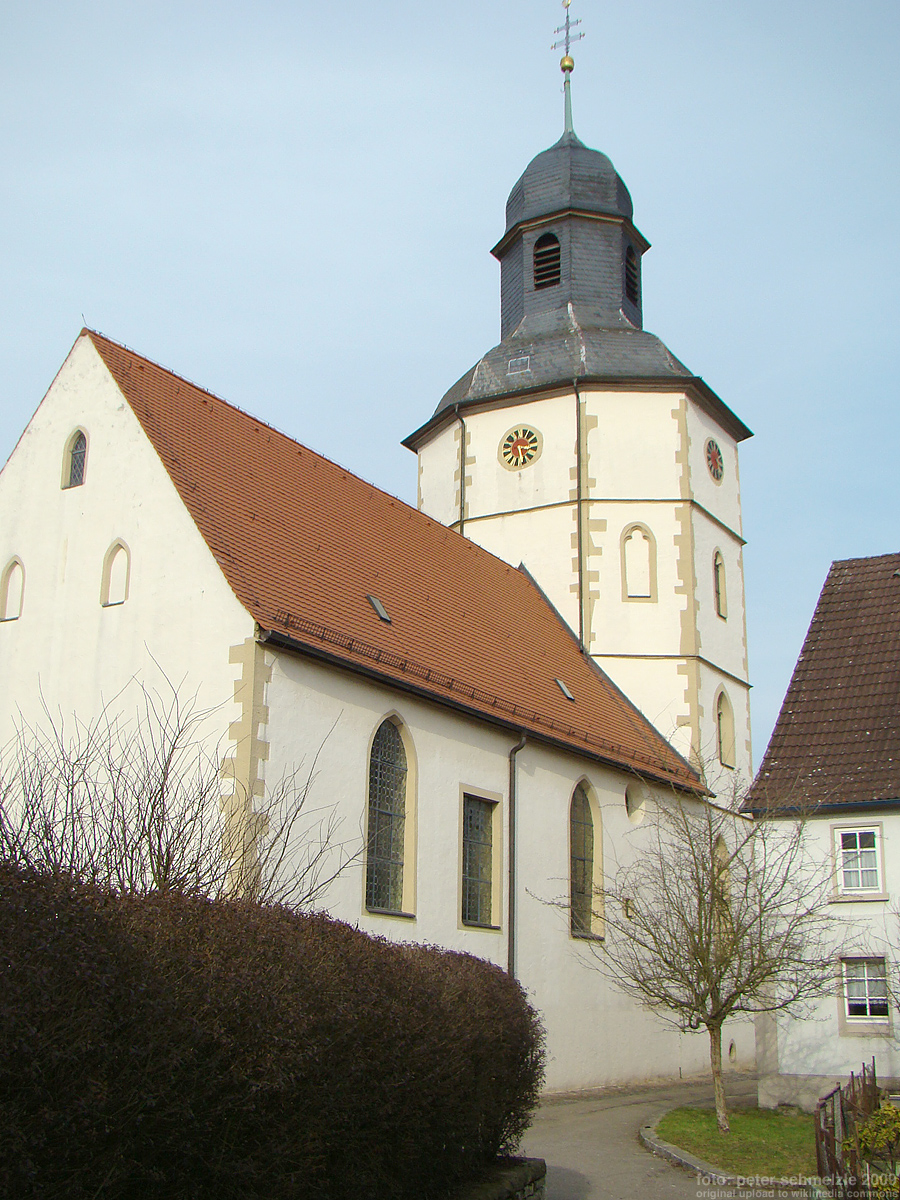
Jakobuskirche in Jagsthausen

Die evangelische Jakobuskirche steht in Jagsthausen, einer Gemeinde im Landkreis Heilbronn in Baden-Württemberg. Das Bauwerk ist beim Landesamt für Denkmalpflege Baden-Württemberg als Baudenkmal eingetragen. Die Kirchengemeinde gehört zum Kirchenbezirk Weinsberg-Neuenstadt der Evangelischen Landeskirche in Württemberg.

## Beschreibung
Die mehrfach umgebaute Saalkirche besteht aus einem Langhaus und in Breite des Langhauses einem dreiseitig abgeschlossenen Chor im Osten, über dem sich der achteckige Chorturm aus dem 17. Jahrhundert erhebt. Sein oberstes Geschoss beherbergt die Turmuhr. Seine schiefergedeckte Glockenhaube ist mit einer Laterne mit dem Glockenstuhl für die drei Kirchenglocken bekrönt. 
Im Innenraum des Langhauses wurden an zwei Seiten doppelstöckige Emporen eingebaut.